# Simon Attila (szobrász)
Simon Attila (Marosvásárhely, 1981. december 3. –) erdélyi magyar szobrászművész. Több mint 230 alkotása található világszerte, köztük emlékművek, portrék, köztéri szobrok és kulturális emlékhelyek. Legismertebb munkája a varsói Chopin Múzeumban található Chopin-mellszobor, amely nemzetközi elismerést hozott számára.

## Élete és pályafutása
Simon Attila Marosvásárhelyen született és Erdélyben él és alkot. Munkásságát a klasszikus szobrászati hagyományok, az arcképszobrászat, valamint az erdélyi kulturális örökség ihletik. Saját műhelyéből több mint 230 mű került ki, amelyek különböző országokban – köztük Lengyelországban, Magyarországon, Romániában, Németországban, az Egyesült Államokban – kerültek elhelyezésre.

## Munkásság
Simon műveinek többsége portréalapú szobor, amely közéleti, kulturális vagy történelmi személyiségeket ábrázol. Számos köztéri szobrot készített, és több emlékművet is állítottak fel az ő alkotásaként. Stílusa realista, de egyedi karakterformálással és anyagkezeléssel dolgozik.

### Kiemelt alkotásai
- Frédéric Chopin-mellszobor – A varsói Chopin Múzeumban található bronzportré az egyik legismertebb kortárs Chopin-ábrázolás. A szobor részét képezi a múzeum állandó kiállításának, amely a zeneszerző életét és munkásságát mutatja be. A szobor különlegessége az érzelmi mélység és a klasszikus kompozíció ötvözete.
- Vitéz Mihály-mellszobor – Marosludason 2013-ban felavatott köztéri emlékmű, amely egy történelmi személyiséget ábrázol.
- Bartók Béla-, Ady Endre-, Petőfi Sándor-portrék – Több erdélyi és magyarországi városban állnak köztéri mellszobrai ismert magyar személyiségekről.

### Nemzetközi jelenlét
- Lengyelország (Varsó – Chopin Múzeum)
- Magyarország (több településen)
- Románia (Marosvásárhely, Marosludas stb.)
- Németország, Ausztria, Egyesült Államok, Kanada

## Közösségi jelenlét
Simon aktív a közösségi médiában is, különösen Facebook-oldalán (Attila Simon sculptor néven), ahol rendszeresen oszt meg képeket elkészült munkáiról, munkafolyamatokról és kiállításairól.